# Krka (Kroatien)
 For alternative betydninger, se Krka. (Se også artikler, som begynder med Krka)
Krka er en flod, som udmunder i Adriaterhavet tæt ved byen Vodice i Kroatien. Floden er omkring 73 km lang og er kendt for sine mange vandfald.